# Котелско-еленско-дряновски говор
Котелско-еленско-дряновският говор представлява съвкупност от три подговора на балканския говор. Наименованието си получава от балканските градове, в които се използват подговорите, а именно Котел, Елена и Дряново.

## Характеристики
- При застъпването на стб. ѣ се следва моделът на централния балкански говор със следните особености:
  - в краесловие се произнася само като е: къдѐ, живѐ (живя)
  - коренът на нѣмамъ се произнася винаги като е: нѐмам (нямам), нѐма (няма)
- Силно омекотяване на съгласни:
  - т⇒к’, например пък’(път), кẹстò (тесто), ск’ẹнъ̀ (стена)
  - д ⇒г’, например г’ẹтè (дете), вѝг’ạх (видях)
- Членна форма за мъжки род единствено число -ът.
- Членна форма за множествено число е различна:
  - котелски подговор -ти – уфсèти (овцете), млàдити (младите)
  - еленски подговор -к’ê – уфсèк’ê (овцете), мумѝк’ê (момите)
  - дряновски подговор -т’е – уфсèт’е (овцете), мумѝт’е (момите)